# May Valley
May Valley är en dal i Antarktis. Den ligger i Västantarktis. Argentina och Storbritannien gör anspråk på området.